# Милорад Капор
Милорад Капор (Београд, 12. јун 1971) српски је глумац, редитељ и продуцент.

## Биографија
Студије глуме завршио је на Академији уметности у Новом Саду, а осим тога дипломирао је и на Машинском факултету у Београду на одсеку за машинску конструкцију.
Глумом се активно бави преко 20 година. Карактерише га и висина од 198 cm.
Тумачио је споредну улогу у 23. филму из серијала о Џејмсу Бонду, Скајфол. Појављивао се у неколико домаћих серија, као што су: Јагодићи, Улица липа, Андрија и Анђелка и Цват липе на Балкану.
Продуцент је два краткометражна филма, а у улози редитеља опробао се режирајући Отварање 46. Стеријиног позорја, као и отварање и затварање Филмског фестивала Србије 2009.
Члан је Српског народног позоришта.

## Филмографија
| Улоге Милорада Капора |                               |               |                      |           |
| Година                | Српски назив                  | Изворни назив | Улога                | Напомена  |
| 1999                  | Нож                           |               | млади Југовић        |           |
| 2002                  | Ревизор је стигао             |               |                      | продуцент |
| 2003                  | Ајмо сви у ново               |               |                      | ТВ серија |
| 2004                  | Мемо                          |               |                      |           |
| 2004                  | Матилда                       |               | медицинска сестра    |           |
| 2006                  | Оптимисти                     |               | коцкар               |           |
| 2008                  | Улица липа                    |               | манијак              | ТВ серија |
| 2009                  | Срце је мудрих у кући жалости |               | шеф градилишта       |           |
| 2010                  | Шесто чуло                    |               |                      | ТВ серија |
| 2010                  | Као рани мраз                 |               | Луцијан              |           |
| 2010                  | Страх од љубави               |               |                      | ТВ серија |
| 2011                  | Бежи, Мацо, бежи              |               | Ханс                 |           |
| 2011                  | Сестре                        |               | Саја                 |           |
| 2011                  | Цват липе на Балкану          |               | управник затвора     | ТВ серија |
| 2012                  | Локаут                        |               | „Ожиљак”             |           |
| 2012                  | Скајфол                       |               | капетан брода        |           |
| 2012—2013             | Јагодићи                      |               | Лоћика               | ТВ серија |
| 2014                  | Мали Будо                     |               | Перо                 |           |
| 2015                  | Црно-бијели свијет            |               | полицајац у цивилу   | ТВ серија |
| 2016                  | Помери се с места             |               | Горан                | ТВ серија |
| 2016                  | Апофенија                     |               | бели маг             |           |
| 2016                  | Андрија и Анђелка             |               | таксиста             | ТВ серија |
| 2016                  | Први сервис                   |               | Луди Стева Хаџитонић | ТВ серија |
| 2017                  | Војна академија               |               | капетан Мофат        | ТВ серија |
| 2017                  | Обичан човек                  |               | полицајац            |           |
| 2017                  | Између резова                 |               | стражар              |           |
| 2018                  | Надолазећи                    |               | руски командант      |           |
| 2018—2019             | Жигосани у рекету             |               | Аца                  | ТВ серија |
| 2019                  | Шифра Деспот                  |               | Дамир                | ТВ серија |
| 2021                  | Не играј на Енглезе           |               | Георгије             |           |
| 2021                  | Једини излаз                  |               | Милан Врањеш         | ТВ серија |
| 2023                  | Кошаре                        |               |                      |           |